# Front national (Inde)
Le Front national est une ancienne coalition politique indienne conduite par le Janata Dal et qui forme le gouvernement entre 1989 et 1990. 
Présidée par N.T. Rama Rao, la coalition soutient le gouvernement du Premier ministre V. P. Singh. Les partis membres du Front national sont le Janata Dal (présent en Inde du Nord), le Dravida Munnetra Kazhagam (Tamil Nadu), le Telugu Desam Party (Andhra Pradesh), l'Asom Gana Parishad (Assam) et le Congrès indien (Socialiste). Le gouvernement est soutenu de l'extérieur par le Front de gauche et le Bharatiya Janata Party. 
Le gouvernement perd sa majorité en 1990 et V. P. Singh est remplacé par Chandra Shekhar à la tête d'un gouvernement soutenu par une partie du Janata Dal et soutenu par le Congrès.
En 1991, le Jharkhand Mukti Morcha rejoint le Front national mais les élections sont remportées par le Congrès qui gouverne jusqu'en 1996.
Le Front national s'effondre finalement avant les élections 1996 en essayant d'attirer l'AIADMK, ce qui provoque le départ du DMK. Le TDP est lui-même victime d'une scission entre les partisans de N.T. Rama Rao et ceux de Chandrababu Naidu. En janvier 1996, Rama Rao meurt et le Janata Dal se rallie à sa veuve Lakshmi Parvathi alors que les partis de gauche font alliance avec Naidu.
Après les élections de 1996, le Janata Dal, le Samajwadi Party, le DMK, le Front de gauche et six autres partis réussissent toutefois à former une nouvelle coalition dénommée Front uni. 